# Scopula dentilinea
Scopula dentilinea là một loài bướm đêm trong họ Geometridae.